# Puerto Galera
Puerto Galera est une municipalité de la province du Mindoro oriental, aux Philippines.